# Earl Browder

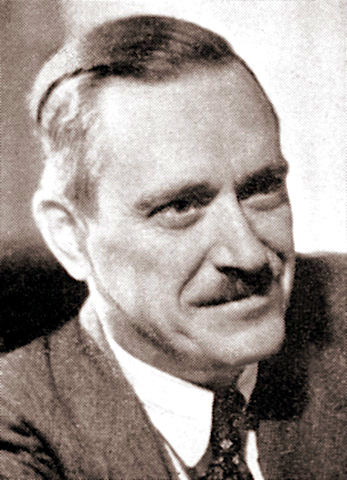
Earl Browder (1939)

Earl Russell Browder (* 20. Mai 1891 in Wichita, Kansas; † 27. Juni 1973 in Princeton, New Jersey) war ein US-amerikanischer Sozialist, Präsidentschaftskandidat und von 1934 bis 1945 Vorsitzender der Kommunistischen Partei der USA (CPUSA).

## Leben

### Frühe Jahre
Browder trat mit 15 Jahren in die Sozialistische Partei Amerikas (SPA) ein. Während des Ersten Weltkriegs sprach er sich gegen die amerikanische Teilnahme an diesem seiner Ansicht nach imperialistischen Krieg aus. Als die USA 1917 in den Krieg eintraten, wurden Browder und andere Mitglieder der SPA unter dem neuerlassenen Spionagegesetz als Verräter festgenommen, da sie gegen die militärische Aushebung protestierten. Nach kurzer Haft entlassen, fuhr Browder fort, gegen den Krieg zu agitieren und wurde 1919 erneut festgenommen.
Ebenfalls 1919 spaltete sich der linke Flügel der SPA ab und teilte sich wiederum in zwei Teile, die Communist Party of America (CPA) und die Communist Labor Party (CLP). 1921 vereinigten sich beide zur CPUSA und Browder wurde Parteimitglied sowie Redakteur der Zeitung Labor Herald.
1928 reisten Browder und seine Freundin Kitty Harris nach China. Laut Walter G. Kriwitzki, im Auftrag der Kommunistische Internationale (Komintern) sowie auch des sowjetischen Geheimdienstes.:49 In Schanghai arbeiteten sie beim Sekretariat der Pan-Pacific-Trade-Union, einer an die Komintern angeschlossenen Gewerkschaft in China. 1929 kehrten Browder und Harris in die USA zurück. Kitty Harris wurde laut Kriwitzki auch später für Aufgaben des sowjetischen Geheimdienstes eingesetzt.:216

### Der Höhepunkt des US-Kommunismus
Im folgenden Jahr wurde Browder Generalsekretär der CPUSA, 1932 ihr Vorsitzender, nachdem William Z. Foster einen Herzinfarkt erlitten hatte. Browder war 1936, also auf dem Höhepunkt der Großen Wirtschaftskrise, der kommunistische Kandidat bei der Präsidentschaftswahl. Er bekam nur 80.195 Stimmen. Vier Jahre später versuchte er wieder, sich um das Amt zu bewerben. Allerdings untersagte ein Gericht Browder das Recht, im Wahlkampf durchs Land zu reisen. Diesmal erhielt er 46.251 Stimmen.
Nach dem Überlaufen von Whittaker Chambers, der später eine Schlüsselfigur in dem Fall Alger Hiss war, ernannte 1939 Browder Rudy Baker zum Haupt des geheimen Apparats der Partei. 1940 wurde Browder wieder verurteilt, wegen Verstoß gegen allgemeine Passgesetze. Vierzehn Monate später entließ die US-Regierung ihn wieder, als die USA in den Zweiten Weltkrieg eintraten und sich mit der UdSSR verbündeten. Browder befürwortete die Volksfront-Taktik, währenddessen die Partei den Richtlinien Moskaus folgte. Dementsprechend billigte die Partei den New Deal von Präsident Franklin D. Roosevelt und forderte, dass das Reformprogramm verbreitet werden sollte.
1944 erklärte Browder, dass der Kommunismus und der Kapitalismus friedlich miteinander leben könnten. Die CPUSA wandelte sich in die „Communist Political Association“ um; sie trat in die Demokratische Partei als linke Fraktion ein. Mit dem abrupten Ende der großen Koalition des Zweiten Weltkrieges und dem Anfang des Kalten Krieges attackierte die internationale kommunistische Bewegung den „Browderismus“. 1945 veröffentlichte Jacques Duclos, ein Führer der Französischen Kommunistischen Partei, einen Artikel, in dem er Browders Politik denunzierte. Da man die Komintern während des Krieges aufgelöst hatte, benutzte Moskau den „Duclos-Brief“, um seine Politik zu erklären. William Z. Foster, Browders Vorgänger als Parteivorsitzender, mobilisierte die Opposition gegen Browder innerhalb der CPUSA und ersetzte ihn alsbald als CPUSA-Vorsitzenden; Eugene Dennis wurde Generalsekretär. Im folgenden Jahr wurde Browder aus der CPUSA ausgeschlossen.
Browder vertrat weiterhin eine kommunistische Politik, kritisierte jedoch die aus seiner Sicht bestehende Beherrschung der CPUSA durch die UdSSR:
„Die amerikanischen Kommunisten hatten früher als Verfechter von innenpolitischen Reformen gegolten. Als die Kommunisten aber die echte Reform preisgaben, um sich in der Sache einer gegenüber Amerika feindseligen Sowjetunion zu engagieren und den Zusammenbruch Amerikas zu prophezeien, verlor die Partei jeglichen Einfluss. Jetzt wurde sie nur ein amerikanisches Schimpfwort.“

### Der McCarthyismus
Im April 1950 bekam Browder vom US-Kongress eine Vorladung, vor dem „House Un-American Activities Committee“ gegen Mitglieder der Partei auszusagen. Browder lehnte ab, Fragen über seine ehemaligen Genossen zu beantworten. Vom Kongress der „Missachtung des Kongresses“ bezichtigt, wurde Browder vor Gericht freigesprochen.
Browders letzter öffentliche Auftritt war in einer Debatte mit Max Shachtman, einem Trotzkisten, der auch aus der CPUSA wegen seines „Abweichlertums“ ausgeschlossen worden war. Die zwei Männer diskutierten über den Sozialismus. Browder verteidigte die Sowjetunion und den Stalinismus, und Shachtman spielte die Rolle des Anklägers. Shachtman bemerkte, dass Stalin viele kommunistische Führer umgebracht hatte. Shachtman deutete auf Browder: „Nur dank eines historischen Zufalls steht ein lebendiger Mensch vor mir.“

### Die letzten Jahre
Nach dem XX. Parteitag der KPdSU und dem Anfang der Entstalinisierung versuchten Browders Freunde, die Leitung der CPUSA zu überzeugen, ihn wieder in die Partei aufzunehmen. Diese Bemühung scheiterte, und bis zu seinem Tod blieb Browder parteilos.
Nach dem Zerfall der Sowjetunion machte die russische Regierung Akten des KGB dem Westen zugänglich, und erwartungsgemäß wurde bestätigt, dass Browder ein Verbindungsmann zwischen dem KGB und der CPUSA gewesen war. Auch in den VENONA-Projekt-Akten tauchte sein Name auf.

## Familie
Browder hinterließ drei Söhne Felix, William und Andrew, die alle Mathematiker geworden sind. Der britische Unternehmer und Menschenrechtsaktivist Bill Browder ist sein Enkel.
Seine Schwester Margaret erhielt in Moskau eine Geheimdienstausbildung und wurde in Europa vom sowjetischen Militärgeheimdienst eingesetzt. Laut Kriwitzki war sie auch zeitweise seinem Kommando unterstellt.:224